# Ricardo Álvarez
Ricardo Gabriel Álvarez, detto Ricky (Buenos Aires, 12 aprile 1988), è un ex calciatore argentino, di ruolo centrocampista. Con la nazionale argentina è stato vicecampione del mondo nel 2014.

## Caratteristiche tecniche
Trequartista mancino, può essere impiegato anche come mezzala in un 4-3-3 o in altri ruoli del centrocampo. Per le sue caratteristiche è stato paragonato da alcuni osservatori a Kaká ma lui ha indicato come suo modello Zinédine Zidane. Nei primi tempi all'Inter è stato impiegato anche come interno di centrocampo ed esterno d'attacco. Successivamente cambia posizione, venendo spostato sulla fascia destra dove ha più possibilità per crossare e concludere a rete.

## Carriera

### Club

#### Vélez Sarsfield
Cresciuto nelle giovanili del Caballito Juniors prima e del Club Parque di Buenos Aires dopo, nel 2005 viene tesserato dal Boca Juniors, che lo scarta per questioni di struttura fisica, e poi dal Vélez Sársfield, con il quale fa il suo esordio in Primera División l'8 giugno 2008 nello 0-0 contro l'Independiente, subentrando al 73' a Víctor Zapata. Poco dopo il suo debutto si procura la rottura del legamento crociato del ginocchio. Torna in tempo per vincere con il Velez l'Apertura 2009 nell'ultima partita vinta fuori casa per 1-0 contro il Gimnasia (J).
Il primo gol con la maglia dei biancoazzurri lo segna allo Stadio Monumental contro il River Plate il 1º maggio 2010. In totale gioca 11 partite e segna un gol nel campionato argentino 2009-2010.
La Stagione seguente scende in campo in altre 29 gare del Campionato Argentino e 11 volte tra Coppa Libertadores 2011 e Coppa Sudamericana 2011, segnando in totale 5 gol (4 in Primera Division contro Lanús, Arsenal de Sarandí, Olimpo e Tigre e uno in Copa Sudamericana contro l'LDU Quito).

#### Inter
Il 6 luglio 2011 viene ceduto all'Inter per 10,5 milioni di euro. Esordisce in Supercoppa italiana, nella sconfitta per 2-1 contro il Milan. L'11 settembre debutta in Serie A, in Palermo-Inter (4-3). Segna la prima rete il 22 novembre, contro il Trabzonspor in Champions League. È il Lecce la squadra a cui realizza il primo gol in A, nel recupero della prima giornata di campionato. Coi nerazzurri disputerà tre stagioni, totalizzando 90 presenze e 14 reti.

#### Sunderland
Il 1º settembre 2014 si trasferisce agli inglesi del Sunderland con la formula del prestito con diritto di riscatto, che diventa obbligatorio nel caso in cui i Black Cats raggiungano la salvezza. Il 13 settembre esordisce con la nuova maglia, nel pareggio per 2-2 contro il Tottenham allo Stadium of Light. Il 3 febbraio 2015 segna il suo primo ed unico gol con il Sunderland, nel match di FA Cup vinto per 3-1 sul campo del Fulham. Chiude l'annata con 17 presenze tra campionato e coppe, realizzando una sola rete.
Al termine della stagione, nonostante la salvezza ottenuta, il Sunderland si rifiuta di riscattare il giocatore per problemi fisici e per questo motivo viene segnalato dall'Inter alla FIFA, la quale obbliga il club inglese a versare i dieci milioni pattuiti al momento della definizione dell'operazione in caso di salvezza. Il 16 gennaio 2021, dopo una lunga disputa legale, il TAS condannerà il club inglese a riconoscere 4.770.000 sterline al centrocampista argentino per la risoluzione del contratto.

#### Sampdoria

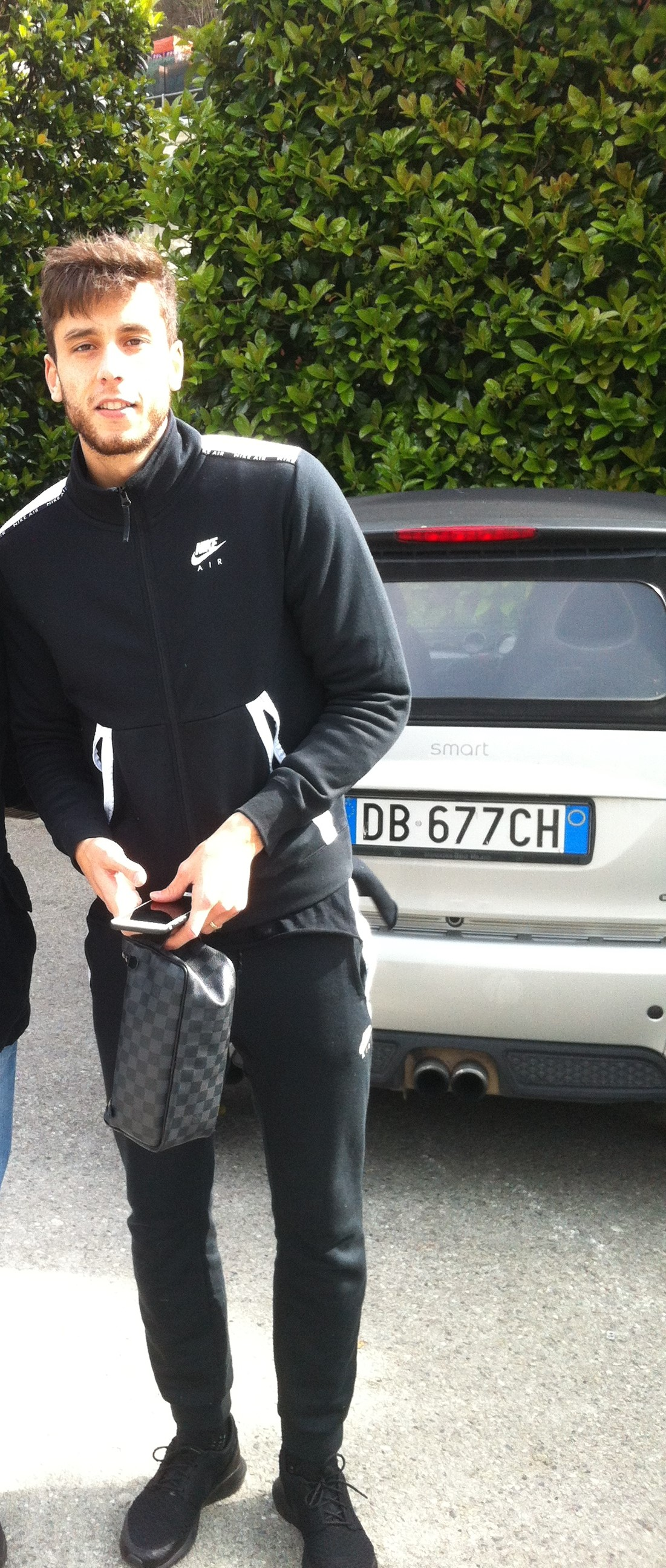
Alvarez nel 2016 al Centro Sportivo Gloriano Mugnaini.

Rimasto svincolato, il 4 gennaio 2016 Álvarez firma un contratto triennale con la Sampdoria, facendo ritorno in Italia dopo un anno e mezzo, ma alcuni problemi burocratici costringono il club genovese a non poterlo convocare per le prime tre partite ufficiali del girone di ritorno. Il 24 gennaio esordisce con la nuova maglia, nella sconfitta per 2-4 contro il Napoli a Marassi, subentrando ad Édgar Barreto al 65º minuto di gioco. Il 3 aprile segna il suo primo gol con i blucerchiati, nella partita pareggiata per 1-1 sul campo della Fiorentina. A fine stagione 2017-18 rescinde il contratto con il club blucerchiato.

#### Atlas
Il 12 luglio 2018, dopo aver rescisso il suo contratto con la Sampdoria, viene ingaggiato dai messicani dell'Atlas. A gennaio 2020 lascia il club messicano per tornare così in Argentina.

#### Vélez Sarsfield
Dopo la parentesi messicana, torna in Argentina tra le file del Vélez, squadra con la quale ha esordito. Alla fine del mese di novembre del 2021 annuncia il ritiro dal calcio giocato a 33 anni per via dei troppi infortuni giocando la sua ultima partita il 3 dicembre contro il Patronato.

### Nazionale
Il 18 agosto 2011 riceve la sua prima convocazione nella nazionale argentina, da parte del ct Alejandro Sabella, per le partite amichevoli contro Venezuela e Nigeria. Debutta il 2 settembre 2011 contro il Venezuela, venendo schierato titolare e giocando per un'ora prima di essere sostituito da Javier Pastore.
Il 7 giugno 2014 realizza la sua prima rete con l'Argentina nella partita amichevole giocata a La Plata contro la Slovenia, vinta per 2-0.
Nel 2014 prende parte al campionato del mondo tenutosi in Brasile, che vede l'Argentina arrivare in finale: Álvarez gioca un unico match nella competizione, quello del 25 giugno vinto per 3-2 contro la Nigeria.

## Statistiche

### Presenze e reti nei club
Statistiche aggiornate al 19 maggio 2018.
| Stagione               | Squadra                | Campionato             | Campionato | Campionato | Coppe nazionali | Coppe nazionali | Coppe nazionali | Coppe continentali | Coppe continentali | Coppe continentali | Altre coppe | Altre coppe | Altre coppe | Totale | Totale |
| Stagione               | Squadra                | Comp                   | Pres       | Reti       | Comp            | Pres            | Reti            | Comp               | Pres               | Reti               | Comp        | Pres        | Reti        | Pres   | Reti   |
| ---------------------- | ---------------------- | ---------------------- | ---------- | ---------- | --------------- | --------------- | --------------- | ------------------ | ------------------ | ------------------ | ----------- | ----------- | ----------- | ------ | ------ |
| 2007-2008              | Vélez Sarsfield        | PD                     | 1          | 0          | -               | -               | -               | -                  | -                  | -                  | -           | -           | -           | 1      | 0      |
| 2008-2009              | Vélez Sarsfield        | PD                     | 1          | 0          | -               | -               | -               | -                  | -                  | -                  | -           | -           | -           | 1      | 0      |
| 2009-2010              | Vélez Sarsfield        | PD                     | 11         | 1          | -               | -               | -               | CL                 | 1                  | 0                  | -           | -           | -           | 12     | 1      |
| 2010-2011              | Vélez Sarsfield        | PD                     | 29         | 4          | -               | -               | -               | CL+CS              | 9+2                | 1+0                | -           | -           | -           | 40     | 5      |
| Totale Vélez Sársfield | Totale Vélez Sársfield | Totale Vélez Sársfield | 42         | 5          |                 | 0               | 0               |                    | 12                 | 1                  |             | -           | -           | 54     | 6      |
| 2011-2012              | Inter                  | A                      | 21         | 2          | CI              | 2               | 0               | UCL                | 5                  | 1                  | SI          | 1           | 0           | 29     | 3      |
| 2012-2013              | Inter                  | A                      | 23         | 5          | CI              | 3               | 1               | UEL                | 4                  | 1                  | -           | -           | -           | 30     | 7      |
| 2013-2014              | Inter                  | A                      | 29         | 4          | CI              | 2               | 0               | -                  | -                  | -                  | -           | -           | -           | 31     | 4      |
| Totale Inter           | Totale Inter           | Totale Inter           | 73         | 11         |                 | 7               | 1               |                    | 9                  | 2                  |             | 1           | 0           | 90     | 14     |
| 2014-2015              | Sunderland             | PL                     | 13         | 0          | FACup+CdL       | 3+1             | 1+0             | -                  | -                  | -                  | -           | -           | -           | 17     | 1      |
| 2015-gen. 2016         | Sunderland             | PL                     | 0          | 0          | FACup+CdL       | 0               | 0               | -                  | -                  | -                  | -           | -           | -           | 0      | 0      |
| Totale Sunderland      | Totale Sunderland      | Totale Sunderland      | 13         | 0          |                 | 4               | 1               |                    | -                  | -                  |             | -           | -           | 17     | 1      |
| gen.-giu. 2016         | Sampdoria              | A                      | 13         | 1          | CI              | 0               | 0               | -                  | -                  | -                  | -           | -           | -           | 13     | 1      |
| 2016-2017              | Sampdoria              | A                      | 21         | 2          | CI              | 2               | 1               | -                  | -                  | -                  | -           | -           | -           | 23     | 3      |
| 2017-2018              | Sampdoria              | A                      | 12         | 1          | CI              | 3               | 0               | -                  | -                  | -                  | -           | -           | -           | 15     | 1      |
| Totale Sampdoria       | Totale Sampdoria       | Totale Sampdoria       | 46         | 4          |                 | 5               | 1               |                    | -                  | -                  |             | -           | -           | 51     | 5      |
| 2018-2019              | Atlas                  | PDM                    | 12         | 0          | Copa Mexico     | 2               | 0               | -                  | -                  | -                  | -           | -           | -           | 14     | 0      |
| lug.-dic. 2019         | Atlas                  | PDM                    | 3          | 0          | Copa México     | 1               | 1               | -                  | -                  | -                  | -           | -           | -           | 4      | 1      |
| gen.-mar. 2020         | Vélez Sarsfield        | PD                     | 1          | 0          | -               | -               | -               | -                  | -                  | -                  | -           | -           | -           | 1      | 0      |
| 2020-2021              | Vélez Sarsfield        | CLP+PD                 | 7+4        | 3+0        | CA              | 1               | 0               | CL+CS              | 0+7                | 0+0                | -           | -           | -           | 19     | 0      |
| 2021                   | Vélez Sarsfield        | PD                     | 7          | 0          | CA+CP           | 0+0             | 0+0             | CL+CS              | 0+0                | 0+0                | SA          | 0           | 0           | 7      | 0      |
| Totale carriera        | Totale carriera        | Totale carriera        | 197        | 20         |                 | 19              | 4               |                    | 21                 | 3                  |             | 1           | 0           | 238    | 27     |

### Cronologia presenze e reti in nazionale
| Cronologia completa delle presenze e delle reti in nazionale ― Argentina | Cronologia completa delle presenze e delle reti in nazionale ― Argentina | Cronologia completa delle presenze e delle reti in nazionale ― Argentina | Cronologia completa delle presenze e delle reti in nazionale ― Argentina | Cronologia completa delle presenze e delle reti in nazionale ― Argentina | Cronologia completa delle presenze e delle reti in nazionale ― Argentina | Cronologia completa delle presenze e delle reti in nazionale ― Argentina | Cronologia completa delle presenze e delle reti in nazionale ― Argentina |
| Data                                                                     | Città                                                                    | In casa                                                                  | Risultato                                                                | Ospiti                                                                   | Competizione                                                             | Reti                                                                     | Note                                                                     |
| ------------------------------------------------------------------------ | ------------------------------------------------------------------------ | ------------------------------------------------------------------------ | ------------------------------------------------------------------------ | ------------------------------------------------------------------------ | ------------------------------------------------------------------------ | ------------------------------------------------------------------------ | ------------------------------------------------------------------------ |
| 2-9-2011                                                                 | Calcutta                                                                 | Venezuela                                                                | 0 – 1                                                                    | Argentina                                                                | Amichevole                                                               | -                                                                        | 60’                                                                      |
| 6-9-2011                                                                 | Dacca                                                                    | Argentina                                                                | 3 – 1                                                                    | Nigeria                                                                  | Amichevole                                                               | -                                                                        | 89’                                                                      |
| 11-11-2011                                                               | Buenos Aires                                                             | Argentina                                                                | 1 – 1                                                                    | Bolivia                                                                  | Qual. Mondiali 2014                                                      | -                                                                        | 59’                                                                      |
| 14-8-2013                                                                | Roma                                                                     | Italia                                                                   | 1 – 2                                                                    | Argentina                                                                | Amichevole                                                               | -                                                                        | 81’                                                                      |
| 16-11-2013                                                               | East Rutherford                                                          | Ecuador                                                                  | 0 – 0                                                                    | Argentina                                                                | Amichevole                                                               | -                                                                        | 79’                                                                      |
| 5-6-2014                                                                 | Buenos Aires                                                             | Argentina                                                                | 3 – 0                                                                    | Trinidad e Tobago                                                        | Amichevole                                                               | -                                                                        | 70’                                                                      |
| 7-6-2014                                                                 | La Plata                                                                 | Argentina                                                                | 2 – 0                                                                    | Slovenia                                                                 | Amichevole                                                               | 1                                                                        | 58’                                                                      |
| 25-6-2014                                                                | Porto Alegre                                                             | Nigeria                                                                  | 2 – 3                                                                    | Argentina                                                                | Mondiali 2014 - 1º turno                                                 | -                                                                        | 63’                                                                      |
| 3-9-2014                                                                 | Düsseldorf                                                               | Germania                                                                 | 2 – 4                                                                    | Argentina                                                                | Amichevole                                                               | -                                                                        | 86’                                                                      |
| Totale                                                                   |                                                                          | Presenze                                                                 | 9                                                                        |                                                                          | Reti                                                                     | 1                                                                        |                                                                          |

## Palmarès
- Campionato argentino: 2

Vélez Sarsfield: Clausura 2009, Clausura 2011